# Vallerois-le-Bois
Vallerois-le-Bois är en kommun i departementet Haute-Saône i regionen Bourgogne-Franche-Comté i östra Frankrike. Kommunen ligger i kantonen Noroy-le-Bourg som tillhör arrondissementet Vesoul. År 2022 hade Vallerois-le-Bois 232 invånare.

## Befolkningsutveckling
Antalet invånare i kommunen Vallerois-le-Bois
| Referens: INSEE |